# تان سونگیون
تان سونگ‌یون (انگلیسی: Tan Songyun؛ زادهٔ ۳۱ مه ۱۹۹۰) همچنین با نام سِوِن (انگلیسی: Seven) نیز شناخته می‌شود، بازیگر، خواننده و مدل اهل چین است. او بیشتر به خاطر ایفای نقش در مجموعه‌های تلویزیونی دختر گردباد (۲۰۱۵)، با تو (۲۰۱۶)، تابستان روباه (۲۰۱۷)، و برو جلو (۲۰۲۰) شناخته می‌شود.

## فیلم‌شناسی

### فیلم
| سال  | عنوان                           | عنوان چینی         | نقش           | توضیحات      | منابع |
| ---- | ------------------------------- | ------------------ | ------------- | ------------ | ----- |
| ۲۰۰۸ | ون چوان اشک ۵٫۱۲ را باور نمی‌کمد | 5.12汶川不相信眼泪 | لی شیانگ‌بائو  |              |       |
| ۲۰۱۲ | اعتراف ضبط شده                  | 一支录音笔的自白   | وان دو        | فیلم کوتاه   |       |
| ۲۰۱۲ | پلیس جمهوری چین                 | 民国警花           | وو یو         |              | [ ۲ ] |
| ۲۰۱۲ | گرفتار در دام او                | 搜索               | لیتل نانی     | حضور افتخاری | [ ۳ ] |
| ۲۰۱۳ | کلید                            | 富春山居图         | دمون          |              |       |
| ۲۰۱۳ | شاهد ساکت                       | 全民目击           | گائو لینگ‌لینگ |              | [ ۴ ] |
| ۲۰۱۵ | بهار زندگی من                   | 最美的时候遇见你   | یانگ فانگ‌فانگ |              | [ ۵ ] |
| ۲۰۱۶ | عشق O2O                         | 微微一笑很倾城     | ار شی         |              | [ ۶ ] |
| ۲۰۱۷ | ملاقات خوب                      | 再见路星河         | گنگ گنگ       | حضور ویژه    | [ ۷ ] |
| ۲۰۲۱ | تابستان بی‌پایان                 | 八月未央           | شیائو چیائو   |              | [ ۸ ] |